# 戦国乱破伝サソリ
『戦国乱破伝サソリ』（せんごくらっぱでんサソリ）は、内水融による日本の漫画。『週刊少年ジャンプ』（集英社）において、2003年41号から同年52号まで連載された。

## あらすじ
戦国時代の日本を、乱破・蠍無太郎が飛び回る。

## 登場人物
蠍無太郎
乱波のサソリ一族の五代目頭領の少年。後に織田信長の乱破衆、布武組の候補として選ばれる。
なずな
信長の配下で、布武組の副頭領の女性。信長の命令で、犬千代とともに無太郎をスカウトしにきた。
斯波犬千代
信長の配下で、なずなと共に無太郎の下に来た。常に無太郎のことを気にかけている。
朔摩鷹丸
朔摩一族の一人で、布武組の候補として選ばれる。羅刹腕をもつ。
信長
那古屋城城主で、布武組を呼び寄せる。
蠍閻斉
無太郎の祖父で、サソリ一族の掟である貌割で無太郎に敗れる。
夷吾
軍師。戦災孤児を養っている。
蠍弾十郎
無太郎の父で行方知れずとなっていたが、今川氏傘下の隠密集団「兜」の頭領になっていた。

## 単行本
1. “蠍”無太郎　ISBN 4-08-873568-4
読み切り「ガリアのヴェル』収録
2. 再会　ISBN 4-08-873589-7
読み切り「詭道の人」収録